# Koninklijke Racing Club Gent
El Koninklijke Racing Club Gent és un club de futbol belga de la ciutat de Gant, Flandes Oriental.

## Història
El club va néixer l'any 1899 amb la fusió dels clubs Athletic Club Gantois (1897), Football Club Gantois (1897) i Union Pédestre Gantois (1895), adoptant el nom Racing Club de Gand, registrat a la Federació amb número de matrícula 11. El 1903 també se li uní el Sportmen's Club Gantois. Participà en la lliga belga B les temporades 1898-99 i 1899-1900. Retornà a Primera Divisió el 1908-09. La temporada 1911-12 disputà la final de la Copa i retornà a Primera Divisió, on hi romangué fins al 1935 (excepte les temporades 1922-23 i 1930-31). L'any 1925 li fou atorgat el títol de reial, esdevenint Royal Racing Club de Gand. Els anys 1925 i 1929 assolí la seva millor classificació històrica, amb una cinquena posició a primera divisió. La temporada 1952-53 jugà la seva darrera temporada a primera divisió. El 1969 canvià el nom a Royal Racing Club Gent (nom de la ciutat en neerlandès). L'any 1987 s'uní al club FC Heirnis Gent esdevenint Royal Racing Club Heirnis Gent, tornant a l'anterior nom el 1999. El 2000 es fusionà amb KVV Standaard Meulestede passant a dir-se Royal Racing Club Gent-Zeehaven i dos anys més tard es fusionà amb el KFC Oostakker, adoptant el nom KRC Gent-Zeehaven
, i a 2016 a KRC Gent.

## Palmarès
- Segona divisió belga:
  - 1930-31